# 希薩里亞市鎮
42°30′N 24°42′E / 42.5°N 24.7°E

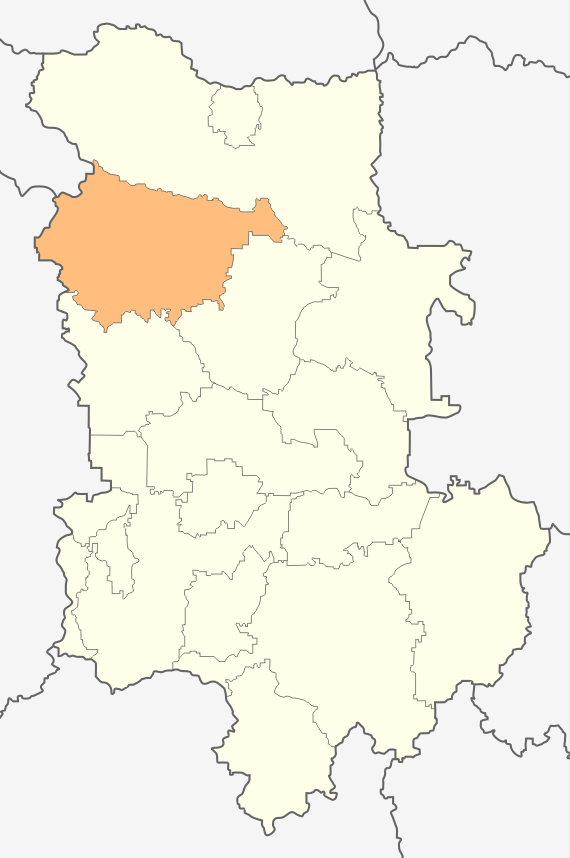

希薩里亞市，是保加利亞的城鎮，位於該國中部，由普羅夫迪夫州負責管轄，首府設於希薩里亞，面積548.55平方公里，人口12,089，人口密度每平方公里22.0人。